# Robinsonecio
Robinsonecio là một chi thực vật có hoa trong họ Cúc (Asteraceae).

## Loài
Chi Robinsonecio gồm các loài: